# Terminal virtuel
 (juillet 2018).
Si vous disposez d'ouvrages ou d'articles de référence ou si vous connaissez des sites web de qualité traitant du thème abordé ici, merci de compléter l'article en donnant les références utiles à sa vérifiabilité et en les liant à la section « Notes et références ».
En informatique, un terminal virtuel est une émulation d'un terminal (physique) qui peut être :
- soit un "écran" pouvant être sélectionné sur un périphérique physique (typiquement, la plupart des distributions Linux proposent par défaut:
  - 6 terminaux texte virtuels sélectionnables séparément par les touches alt-F1 - alt-F6,
  - un terminal graphique (xWindow) généralement associé à alt-F7 ou alt-F8 (il faut utiliser ctrl-alt-Fx pour sortir du terminal graphique), et
  - dans certains cas, un écran texte supplémentaire avec des messages du système d'exploitation.
- soit un émulateur de terminal tel que xterm ou putty.